# Bercenay-le-Hayer
Bercenay-le-Hayer és un municipi francès situat al departament de l'Aube i a la regió del Gran Est. L'any 2007 tenia 142 habitants.

## Demografia

### Població
El 2007 la població de fet de Bercenay-le-Hayer era de 142 persones. Hi havia 64 famílies de les quals 20 eren unipersonals (12 homes vivint sols i 8 dones vivint soles), 28 parelles sense fills i 16 parelles amb fills.
La població ha evolucionat segons el següent gràfic:
Habitants censats

### Habitatges
El 2007 hi havia 98 habitatges, 70 eren l'habitatge principal de la família, 25 eren segones residències i 3 estaven desocupats. Tots els 98 habitatges eren cases. Dels 70 habitatges principals, 60 estaven ocupats pels seus propietaris i 10 estaven llogats i ocupats pels llogaters; 1 tenia una cambra, 3 en tenien dues, 9 en tenien tres, 20 en tenien quatre i 37 en tenien cinc o més. 57 habitatges disposaven pel capbaix d'una plaça de pàrquing. A 31 habitatges hi havia un automòbil i a 36 n'hi havia dos o més.

## Economia
El 2007 la població en edat de treballar era de 99 persones, 77 eren actives i 22 eren inactives. De les 77 persones actives 70 estaven ocupades (39 homes i 31 dones) i 7 estaven aturades (7 dones i 7 dones). De les 22 persones inactives 12 estaven jubilades, 5 estaven estudiant i 5 estaven classificades com a «altres inactius».

### Ingressos
El 2009 a Bercenay-le-Hayer hi havia 70 unitats fiscals que integraven 162 persones, la mediana anual d'ingressos fiscals per persona era de 19.136 €.

### Activitats econòmiques
Dels 6 establiments que hi havia el 2007, 1 era d'una empresa de construcció, 2 d'empreses de comerç i reparació d'automòbils, 1 d'una empresa financera i 2 d'empreses de serveis.
L'únic servei als particulars que hi havia el 2009 era un electricista.
L'any 2000 a Bercenay-le-Hayer hi havia 8 explotacions agrícoles.

## Poblacions més properes
El següent diagrama mostra les poblacions més properes.